# Hökesån Lampen naturreservat
Hökesån Lampen naturreservat är ett naturreservat i Habo kommun i Jönköpings län.
Området är skyddat sedan 2021 och omfattar 21 hektar. Det är beläget utmed Hökesån syd/sydväst om Habo kyrka. Det består mest av strömmande vatten med artrik fiskfauna. Skogen utgörs av lövsumpskog och gransumpskog.